# Hypomasticus
Genre
Hypomasticus est un genre de poissons d'eau douce de la famille des Anostomidae (ordre des Characiformes).  

## Liste d'espèces
Selon World Register of Marine Species (7 juillet 2023) :
- Hypomasticus copelandii (Steindachner, 1875)
- Hypomasticus despaxi (Puyo, 1943)
- Hypomasticus julii (Santos, Jégu & Lima, 1996)
- Hypomasticus lineomaculatus Birindelli, Peixoto, Wosiacki & Britski, 2013
- Hypomasticus megalepis (Günther, 1863)
- Hypomasticus mormyrops (Steindachner, 1875)
- Hypomasticus pachycheilus (Britski, 1976)
- Hypomasticus santanai Birindelli & Melo, 2020
- Hypomasticus steindachneri (Eigenmann, 1907)
- Hypomasticus thayeri (Borodin, 1929)

## Systématique
Le nom valide complet (avec auteur) de ce taxon est Hypomasticus Borodin (d), 1929,.

## Étymologie
Le nom générique, Hypomasticus, qui dérive du grec ancien ὑπό, hupó, « au-dessous », et μαστάζω, mastázô, « mâcher », fait référence à la partie inférieure de la bouche de Hypomasticus mormyrops.

## Publication originale
- (en) N. A. Borodin, « Notes on Some Species and Subspecies of the Genus Leporinus Spix », Memoirs of the Museum of Comparative Zoology, Cambridge, Musée de Zoologie comparée, vol. 50, no 3,‎ 1929, p. 269-290 (ISSN 1067-8611, OCLC 1881826, DOI 10.5962/BHL.TITLE.49345, lire en ligne).